# Pamela Brown (aktorka)
Pamela Mary Brown (ur. 8 lipca 1917 w Hampstead, zm. 19 września 1975 w Avening) – brytyjska aktorka.

## Życiorys
Jest córką dziennikarza George'a Edwarda Brown i Helen Blanche z d. Ellerton. Uczęszczała do St Mary's School w Ascot, następnie studiowała na Royal Academy of Dramatic Art.

### Kariera
Zadebiutowała na scenie w 1936 roku w Stratford upon Avon w sezonie 1936 grając w sztukach szekspirowskich. W listopadzie tego roku zagrała na scenie londyńskiego teatru Little Theatre in the Adelphi w sztuce The King and Mistress Shore. Niestety przedstawienie nie miało dobrego przyjęcia krytyki. W latach 1937–1941 grała w repertuarach teatrów oksfordzkich, okazjonalnie występując w West End. W tym czasie ugruntowała się jej pozycja znakomitej aktorki dzięki takim rolom jak Hedda Gabler, Lady Teazle, Bella Manningham w Gas light Patricka Hamiltona, Sadie Thompson w Rain Johna Cottona i Clemence'a Randolpha oraz Nina w Mewie Antona Czechowa. W 1944 r. zagrała Ofelię w Hamlecie w reżyserii Roberta Helpmanna, a w 1946 r. Kordelię w Królu Learze w reżyserii Laurence'a Oliviera. Była już wówczas uznaną gwiazdą aktorską, ulubienicą wpływowego krytyka Jamesa Agate.
W 1947 roku Pamela Brown zadebiutowała w Royale Theatre w Nowym Jorku rolą Gwendolen Fairfax w Bądźmy poważni na serio Oscara Wilde’a, a w 1949 odniosła niezwykły sukces w roli Jennet Jourdemayne w The Lady’s not for Burning Christophera Fry'a. Na początku lat pięćdziesiątych artretyzm, na  który Pamela Brown cierpiała od piętnastego roku życia, zaczął utrudniać grę na scenie. Mimo to w grudniu 1953 roku wystąpiła u boku Paula Scofielda w A Question of Fact Wynyarda Browne'a. Nadal też grała w filmach aż do wczesnych lat siedemdziesiątych.

### Życie prywatne
W lutym 1953 roku Pamela rozwiodła się z aktorem Peterem Copleyem. Przez wiele lat mieszkała z reżyserem filmowym Michaelem Lathamem Powellem. Pamela Brown zmarła na raka trzustki 19 września 1975 w Avening. Została pochowana na cmentarzu Świętego Krzyża.

## Nagrody
- 1962 - Nagroda Emmy, Primetime Emmy Awards dla najlepszej aktorki drugoplanowej w serialu dramatycznym za Hallmark Hall of Fame[2].

## Filmografia
- One of Our Aircraft Is Missing (1942) jako Els Meertens
- I Know Where I'm Going! (1945) jako Catriona
- Death of a Rat (1946) jako Yolan
- Alice in Wonderland (1949) jako Królowa Kier
- The Tales of Hoffmann (1951) jako Nicklaus
- The Second Mrs. Tanqueray (1952) jako Paula Tanqueray
- Personal Affair (1953) jako Evelyn
- Baker's Dozen (1955) jako Mrs. Carewe
- Richard III (1955) jako Jane Shore
- Now and Forever (1956) jako Mrs. Grant
- Pasja życia (1956) jako Christine
- Dark Possession (1959) jako Charlotte Bell Wheeler
- The Scapegoat (1959) jako Blanche
- The House in Paris (1959) jako Naomi
- Victoria Regina (1961) jako Duchess of Kent

- Kleopatra (1963) jako najwyższa kapłanka
- Espionage (1963) jako Miss. Jensen
- Becket (1964) jako królowa Eleanora
- The Witness (1966) jako Madame Pontreau
- A Funny Thing Happened on the Way to the Forum (1966) jako High Priestess
- Half a Sixpence (1967) jako Mrs. Washington
- The Admirable Crichton (1968) jako Lady Brocklehurst
- Secret Ceremony (1968) jako Hilda
- On a Clear Day You Can See Forever (1970) jako Mrs. Fitzherbert
- Figures in a Landscape (1970) jako wdowa
- Wuthering Heights (1970) jako Mrs. Linton
- The Night Digger (1971) jako Mrs. Edith Prince
- Lady Caroline Lamb or Peccato d'amore (1972) jako Lady Bessborough
- Dracula (1974) jako Mrs. Westenra
- In This House of Brede (1975) jako Dame Agnes